# Orophea katschallica
Orophea katschallica Kurz – gatunek rośliny z rodziny flaszowcowatych (Annonaceae). Występuje naturalnie na indyjskich wyspach Andamanach i Nikobarach. 

## Morfologia
PokrójZimozielone drzewo dorastające do 8–10 m wysokości. Młode pędy są owłosione.
LiścieMają kształt od eliptycznego do podłużnie lancetowatego. Mierzą 11–18,5 cm długości oraz 4,5–7,5 cm szerokości. Są lekko owłosione od spodu. Nasada liścia jest klinowa. Blaszka liściowa jest o spiczastym wierzchołku. Ogonek liściowy jest owłosiony i dorasta do 4 mm długości.
KwiatySą pojedyncze lub zebrane po 2–4 w kwiatostany, rozwijają się w kątach pędów. Mają białą barwę. Mierzą do 5–12 mm średnicy. Działki kielicha mają owalny kształt, są owłosione i dorastają do 3 mm długości. Płatki mają owalny kształt i osiągają do 5–7 mm długości. Kwiaty mają 3 owocolistki o jajowatym kształcie i długości 2 mm.
OwocePojedyncze mają kształt od cylindrycznego do podłużnie równowąskiego, zebrane po 3 w owoc zbiorowy. Osiągają 5–10 cm długości.

## Biologia i ekologia
Kwitnie od czerwca do września, natomiast owoce dojrzewają od grudnia do stycznia. 

## Zastosowanie
Żyjące na niektórych wyspach Andamanów plemię Onge używa liści tego gatunku do odstraszania owadów podczas zbierania miodu. W efekcie przeżute liście służą jako rozmaz na ciało, ale również niektóre osoby żując je w ustach, plują bezpośrednio do ula, aby odstraszyć pszczoły.